# Haincher Höhe
Die Haincher Höhe ist ein im zentralen Teil bis 609 m ü. NHN hoher, am Randausläufer Nordhöll 641,1 m erreichender, sich gratartig entlang der westfälisch-mittelhessischen Landesgrenze nach Südwesten ziehender Höhenzug im Südwesten des Rothaargebirges. Seinen einzigen Pass bildet die Landesstraße zwischen dem namensgebenden Hainchen im westfälischen Kreis Siegen-Wittgenstein und Rittershausen im hessischen Lahn-Dill-Kreis.

## Geographie

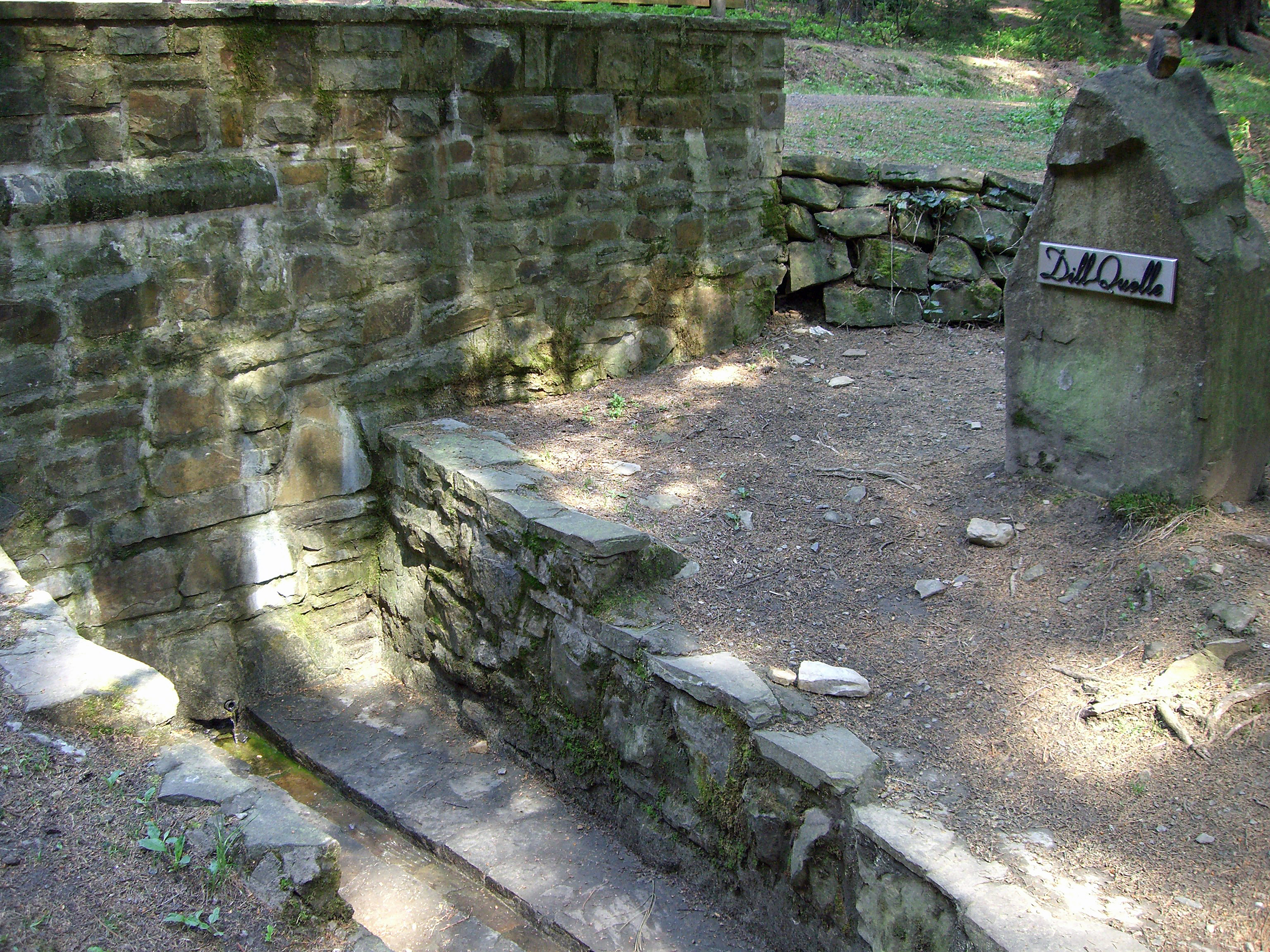
Die Dillquelle am Südosthang der Haincher Höhe

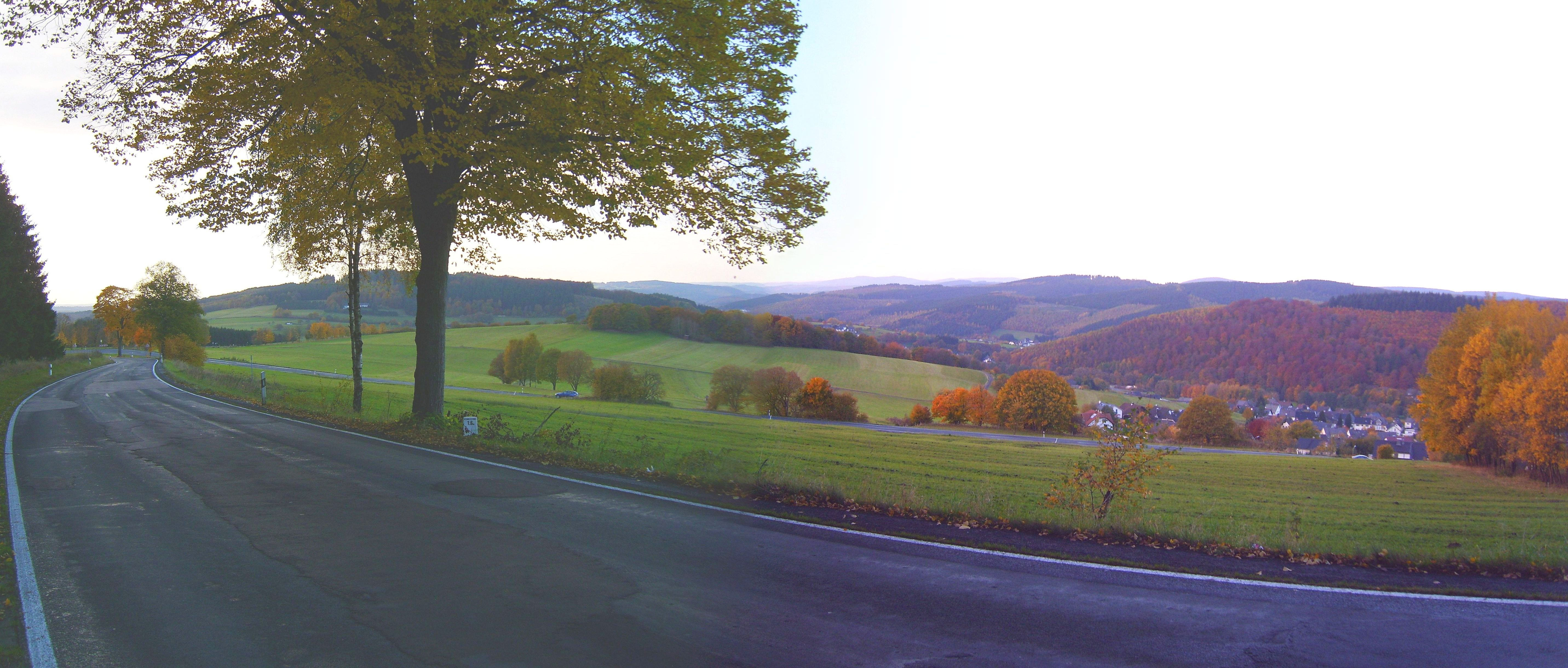
Panoramablick vom Nordwesthang

### Lage
Die Haincher Höhe erhebt sich im Südwesten des Rothaargebirges auf der Grenze der Naturparks Sauerland-Rothaargebirge im Norden und Lahn-Dill-Bergland im Süden sowie auf jener des Kreises Siegen-Wittgenstein im Nordwesten und des Lahn-Dill-Kreises im Südosten. Ihr Gipfel liegt 1,3 km östlich von Hainchen, das zu Netphen in Westfalen gehört, sowie 3,5 km westnordwestlich von Rittershausen, das zu Dietzhölztal zählt, und 3,3 km nördlich von Offdilln, das zu Haiger gehört; die zwei zuletzt genannten Ortsteile liegen in Mittelhessen. Im Südwesten schließen sich die Gernsbacher Höhe (540,6 m) und jenseits davon die Tiefenrother Höhe (552,3 m) an.

### Naturräumliche Zuordnung
Die Haincher Höhe gehört in der naturräumlichen Haupteinheitengruppe Süderbergland (Nr. 33), in der Haupteinheit Rothaargebirge (mit Hochsauerland) (333) und in der Untereinheit Dill-Lahn-Eder-Quellgebiet (333.0) zum Naturraum Kalteiche (mit Haincher Höhe) (333.00). Die Landschaft ihres nordöstlichen Teils fällt nach Nordwesten in die zur Haupteinheit Siegerland (331) zählende Untereinheit Siegerländer Rothaar-Vorhöhen (Siegquellbergland; 331.2) ab und jene ihres südwestlichen Teils in gleicher Richtung in den Naturraum Südliches Siegener Bergland (331.04), die in der Haupteinheit Siegerland (331) zur Untereinheit Nordsiegerländer Bergland (331.0) gehört. Nach Süden wird die Haincher Höhe durch die Struth (321.2) abgedacht, die mit bis zu 572,8 m kaum niedriger ist, jedoch komplett zur Dill abdacht und in den Nebentälern von Dill und Dietzhölze besiedelt ist.

### Berghöhe und Kuppen
Die Haincher Höhe ist im Rahmen ihrer mittleren Kuppe 609 m hoch. Etwa 150 m nordöstlich ihres Gipfels befindet sich auf 606 m Höhe ein trigonometrischer Punkt. Jenseits davon liegt die 1,2 km vom Gipfel entfernte Nordostkuppe (607,2 m). Die Südwestkuppe (605,9 m) ist 2,4 km vom Gipfel entfernt.
Die nordöstliche eigentliche Basis des gesamten gratarigen Höhenzuges bildet der Jagdberg (675,9 m) am Südende des Ederkopf-Lahnkopf-Rückens. Von hier aus entwickelt sich die gratartige Struktur allmählich. Am Herrenberg werden rund 630 m erreicht, nordwestlich der Nordhöll, die außerhalb der Kammlinie liegt, von der Dietzhölze und ihrem rechten Quellbach Langenbach umflossen wird und mit 641,1 m höchste Erhebung des Naturraums ist, 625,5 m. Von hier aus wird der erwähnte zentrale Bereich passiert, bis die Kammhöhe allmählich absinkt. An der Gernsbacher Höhe werden nur noch 540,8 m erreicht, an der Tiefenrother Höhe wieder 551 m, bis sich der Grat südöstlich Wilgersdorfs allmählich auflöst und die Höhenlage, am Sattel zur Kalteiche, für etwa 200 Meter auf unter 510 m absinkt, um zu dieser hin bogenförmig im Uhrzeigersinn wieder auf 579,9 m anzusteigen. 

### Lahn-Sieg-Wasserscheide und Fließgewässer
Über die Haincher Höhe verläuft die Lahn-Sieg-Wasserscheide: In ihrem Nordostteil entspringt auf dem Südosthang der Langenbach, dessen Wasser durch die im äußersten Nordosten quellende Dietzhölze, die Dill und die Lahn und den Rhein erreicht, in ihrem Südwestteil ebenfalls auf dem Südosthang die Dill und im äußersten Südwesten quillt aus dem Bocksborn der Dillzufluss Schwarzer Bach (Schwarzbach). In ihrem Nordostteil entspringen auf dem Nordwesthang einige kleine Zuflüsse des Geiersgrundbachs, dessen Wasser durch den Werthenbach und die Sieg den Rhein erreicht, und in ihrem Südwestteil ebenfalls auf dem Nordwesthang der Bichelbach, dessen Wasser durch die Weiß und die Sieg ebenfalls dem Rhein zufließt.

## Schutzgebiete
Bis auf die Westflanke des Südostteils der Haincher Höhe reichen Teile des Naturschutzgebiets Gernsdorfer Weidekämpe (CDDA-Nr. 163235; 1989 ausgewiesen; 1,0197 km² groß). Auf westfälischer Seite liegen Teile des Landschaftsschutzgebiets Gemeinde Netphen (CDDA-Nr. 555558489; 1985; 117,4529 km²). Bis auf die Nordwestflanke des Südostteils der Haincher Höhe reichen Teile des Fauna-Flora-Habitat-Gebiets Rothaarkamm und Wiesentäler (FFH-Nr. 5015-301; 34,46 km²), bis auf die Westflanke ihres Südostteils solche des FFH-Gebiets Gernsdorfer Weidekämpe (FFH-Nr. 5115-301; 110 ha), bis auf die Südostflanke ihres Nordostteils Teile des FFH-Gebiets Dietzhölztal bei Rittershausen (FFH-Nr. 5115-303; 1,5659 km²) und bis auf die Südostflanke ihres Südwestteils solche des FFH-Gebiets Dillquellgebiet bei Offilln (FFH-Nr. 5115-302; 1,466 km²). Auf hessischer Seite befindet sich das Vogelschutzgebiet Hauberge bei Haiger (VSG-Nr. 5115-401; 76,8659 km²).

## Verkehr und Wandern
Über die zentrale Haincher Höhe verläuft – zwischen Hainchen und Rittershausen – etwa 430 m südwestlich ihres Gipfels mit zwei Serpentinen die auch sonst kurvige Landesstraße 729 (NRW) bzw. L 1571 (HE) zwischen Hainchen und Rittershausen und über den Gipfel und den gesamten Kammbereich der Rothaarsteig. Der Südwestteil des Grates an der Tiefenrother Höhe wird durch die Eisenbahn entlang der Dillstrecke Siegen–Dillenburg zwischen Rudersdorf und Dillbrecht getunnelt.